# Herbert Schade (Politiker)
Herbert Schade (* 1907; † nach 1956) war ein deutscher Jurist und Kommunalpolitiker der NSDAP. Er war ab 1933 Zweiter Bürgermeister und von 1937 bis 1942 Bürgermeister der Stadt Riesa im Freistaat Sachsen.

## Leben
Er ging nach der Schulausbildung zum Studium der Rechts- und Staatswissenschaften und promovierte 1931 als aus Dresden-Loschwitz stammender Referendar an der Universität Leipzig zum Dr. jur. Das Thema seiner Inaugural-Dissertation lautete Die Einmanngesellschaft. Eine rechtsdogmatische Studie. Inaugural-Dissertation ... bei der Universität Leipzig. Nach der „Machtergreifung“ der Nationalsozialisten 1933 wurde er als NSDAP-Mitglied Zweiter Bürgermeister von Riesa und stand dem dortigen Oberbürgermeister Richard Schulze zur Seite. Daneben war er Informant des Sicherheitsdienstes der NSDAP. 1937 übernahm er nach Schulze zunächst vertretungsweise das Bürgermeisteramt und blieb dort bis zu seiner Einberufung zum Kriegsdienst bei der deutschen Wehrmacht am 13. Juli 1942. Er wurde Mitglied mehrerer Aufsichts- und Verwaltungsräte. Unmittelbar vor seiner Einberufung übergab er als Bürgermeister die Amtsgeschäfte an den Stadtdirektor Herbert Furch.
Nach Kriegsende ließ er sich in Westdeutschland nieder und wurde zum Oberregierungsrat ernannt. Er beschäftigte sich u. a. mit Miet- und Wohnrecht. Gemeinsam mit Hans-Georg Schubart begründete er in den 1950er Jahren eine Publikationsreihe zum sozialen Wohn- und Mietrecht.

## Publikationen
- Die Einmanngesellschaft. Eine rechtsdogmatische Studie. Inaugural-Dissertation, Leipzig, 1931.
- Wohn- und Mietrecht mit Wohnungsbau- und Wohnungseigentumsrecht, Kommentar, 1956 ff.